# 木川田一隆

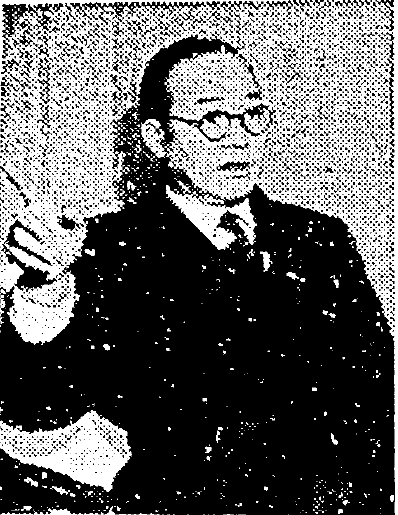
木川田 一隆

木川田 一隆（きかわだ かずたか、1899年8月23日 – 1977年3月4日）は、1950年代から1960年代にかけて活躍した日本の実業家。東京電力社長や、経済同友会代表幹事（1960年〜1962年（複数代表幹事制）、1963年〜1975年）を歴任した。「企業の社会的責任」を唱導した、哲人的財界人として名を残している。

## 来歴・人物
福島県伊達郡梁川町（現伊達市梁川町）生まれ。旧制角田中学（現：宮城県角田高等学校）、旧制山形高校（現：山形大学）を経て、東京帝国大学経済学部に進んだ。東大時代は河合栄治郎の講義を最前列で聴き、河合の唱える理想主義的自由主義に傾倒した。1926年の卒業後、三菱鉱業（現・三菱マテリアル）の採用面接を受けた際、河合栄治郎直伝の労働法を披露したため、会社側から警戒され、採用されなかった。やむなく第2志望の東京電燈に入社した。社会に出てからは「電力の鬼」松永安左エ門に師事し、民間企業人としての闘魂を学ぶ。戦後の1951年、電力業界再編で誕生した東京電力で常務、1954年、副社長となるが、部下の汚職事件の責任を取って1958年、常務に降格する。ほどなくして1959年、副社長に返り咲き、1961年、青木均一の後を継いで社長に就任した。
1963年、経済同友会代表幹事に就任すると、所信で「協調的競争」を提唱し、人間尊重の理念（人格主義）をベースにしながら、産業界が自主的に適切な競争環境を整備すべきであると主張した。その具体的な動きとして、1966年から民間版の産業調整会議として活動を開始した「産業問題研究会」（略称産研）が挙げられる。単純な自由放任主義では産業界を取り巻く諸問題は解決できず、政府の介入を招くとの危機感から発足した産研は、一時は名だたる主要財界人を網羅、「財界参謀本部」などとも呼ばれ、八幡製鐵と富士製鐵の合併実現（新日本製鐵発足）などに影響力を及ぼした。
また日中国交回復実現にも力を入れ、1971年9月10日には自宅前に爆発物を置かれるといった妨害も受けたが、風邪を押して訪中、周恩来首相と会談した。
1971年東電社長を水野久男に譲り、会長となる（〜1976年）。1974年電気料金値上げに対する不払い運動に見舞われたが、参議院議員市川房枝の要請を受け、企業としての政治献金取り止めの英断を下した。現実の中で理想の実現にたゆまぬ努力を続けた木川田の姿勢に、ある米国紙は「Business Statesman」と称えた。
1977年3月4日、死去。翌日の新聞紙面では「温厚、誠実、私生活の面でういたうわさもなかった。経営者としても企業の社会的責任を訴え、業界の協調を説いた」などの人柄が紹介された。生前「勲章を欲しがるのは老害の証拠」と語り、叙勲を拒否した。

## 著書
- 『私の履歴書』第39集、日本経済新聞社、1970年
- 『木川田一隆論文集』政経社、1971年
- 『人間主義の経済社会』読売新聞社、1971年
- 『苦悩する日本への警鐘』電力新報社、1991年
- 『ゆらぐ自由社会と経営者精神』電力新報社、1991年
- 『新しい自由社会の進路』電力新報社、1992年
- 『行動する理想主義経営者』電力新報社、1992年
- 『クールヘッド・ウォームハート』電力新報社、1992年